# Les Bogues de la vie
Les Bogues de la vie est une série télévisée de comédie et dramatique québécoise en dix épisodes d'environ 21 minutes écrite par Michel Brouillette et Stéphanie Perreault, réalisée par Louis Bolduc, et mise en ligne le 27 mars 2019 sur la plateforme ICI TOU.TV, puis à la télévision du 18 septembre au 20 novembre 2020 sur ICI Radio-Canada Télé.
En France, la série a été diffusée sur la plateforme france.tv du 10 décembre 2019, au 15 décembre 2020. En Belgique, la série est diffusée depuis juillet 2020 sur Auvio.

## Synopsis
La série suit les aventures d'Eliott, jeune concepteur de jeux vidéo, et de Jeanne, ambitieuse avocate qui veut réussir. Tous les deux veulent se sortir des ennuis qui leur barrent la route et trouver l'amour.

## Distribution
- Charles-Alexandre Dubé : Eliott Brault
- Charlotte Aubin : Jeanne Champagne
- Anthony Kavanagh : Dereck Darveau
- Alexandre Landry : Alex Leblanc
- Jean-Carl Boucher : Martin Chagnon
- François Bernier : Franky
- Oliver Koomsatira :  René
- Michèle Deslauriers : Annette
- Lamia Benhacine : Fatima Beaudoin
- Marie-Soleil Dion : Maude
- Fred-Éric Salvail : Émile Brault
- Leïla Donabelle Kaze : Jessyka
- Noémie Yelle : Marie Novembre
- Réda Senoussaoui : Samir Poudim
- Antoine Marchand-Gagnon : Logan
- Roxane Bourdages : Secrétaire

## Fiche technique
Sauf indication contraire, les informations mentionnées dans cette section peuvent être confirmées par la base de données cinématographiques IMDb,  présente dans la section « Liens externes ».
- Titre original : Les Bogues de la vie
- Réalisation : Louis Bolduc
- Scénario : Michel Brouillette, Stéphanie Perreault
- Direction artistique :
- Costumes :
- Photographie :
- Son : Hugh Fox
- Montage :
- Musique : Michel Corriveau, Jérémie Corriveau
- Production :
- Sociétés de production : Encore télévision
- Société de distribution : Société Radio-Canada
- Pays d’origine :  Canada
- Langue originale : français
- Format : couleur
- Genre : comédie, comédie romantique
- Durée : 10 × 20 minutes
- Budget : environ 3 000 000 $ CA
- Dates de diffusion :
  - Canada : 14 novembre 2018 sur ICI Radio-Canada Télé
  - France : 23 janvier 2020 sur france.tv

## Épisodes
1. Pèse sur start
2. Piratage
3. Redémarrer
4. Trahison
5. Pirate et BBQ
6. Trahison et cupcakes
7. Mamie Queen
8. La Cachette
9. Logan
10. Le Big boss